# Mittnytt
Mittnytt var Sveriges Televisions regionala nyhetsprogram för Västernorrlands län och Jämtlands län. Den första sändningen av Mittnytt gjordes måndagen 1 oktober 1973, men innan hade man kunnat se regionala nyheter från Nordnytt som omfattade alla de fem Norrlandslänen. Fram till den 10 januari 1994, då Gävledala startade sina sändningar, sändes Mittnytt även över Gävle-Dala-området. Programmet sändes fram till dess från Sundsvall och Falun, och därefter från Sundsvall. Mittnytt gjorde den sista sändningen 12 april 2015, efter drygt 42 år. Därefter har programmet ersatts av SVT Nyheter Jämtland (f.d. Jämtlandsnytt) respektive SVT Nyheter Västernorrland.

## Sändningstider
Sedan höstsäsongen 2007 sändes Mittnytt tre gånger per kväll, med början i en femminuterssändning 17.55. En långsändning på tjugo minuter skedde 19.10 (på sommaren kortades sändningen till tio minuter och sändes 19.20).
22.15 sände Mittnytt en tio minuter lång sändning som även inkluderar väder med meteorolog. Därmed har sena Mittnytt återgått till att bli en mer klassisk nyhetssändning baserat på ett urval av 19.10-sändningen plus uppdateringar på den regionala nyhets- och sportfronten.
En anledning till denna omstrukturering var att Sveriges Television den 11 september 2007 startade satsningen "Eftersnack", en regional talkshow som sänds samtidigt över elva olika distrikt. "Eftersnack (i mittnyttområdet)" leds av Erik Nyberg och TullaMaja Fogelberg.
Den 31 augusti 2006 lanserades en särskild 17.55-edition för Jämtlands län, Mittnytt Jämtland.
25 februari 2008 ändrades sändningstiderna återigen. Därefter sändes ett gemensamt nyhetsprogram 18.10-18.15. Editionen över Jämtlands län, Jämtlandsnytt, har därefter sänts vid ordinarie sändning kl 19.15. 22.15 sänds som vanligt ett gemensamt program. Senare återinförde Mittnytt sina morgonsändningar.